# 中家菜津子
中家 菜津子（なかいえ なつこ、1975年- ）は、日本の歌人、詩人。歌誌「未来」会員。

## 人物
短歌と詩を組み合わせた作風、以前は短歌と詩とで筆名を分け、夏嶋真子を使っていた。加藤治郎が指導する「未来」の選歌欄「彗星集」に柳澤美晴、野口あや子、佐藤羽美、天道なお、杉森多佳子、小坂井大輔、戸田響子らと参加していた。2016年には、杉森多佳子らとニューアトランティスopera欄への投稿となっている。2013年に、佐藤真夏が企画している詩誌「あるところに」に寄稿している。2014年には亜久津歩、草間小鳥子、黒崎立体とともに「詩」＋αのフリーペーパー『CMYK』を創刊した。野村喜和夫が主宰する「喜和堂」にも寄稿している。

## 年譜
- 1975年：東京に生まれる。
- 1982年：北海道旭川市の北隣の鷹栖町に転居。旭川東高等学校出身[2][3]
- 2009年：夏嶋真子　名で詩をネットなどに掲載[4]
- 2012年：「未来」入会。加藤治郎に師事。第一回怪談短歌コンテスト大賞（選者:東直子）[5]
- 2013年：「うずく、まる」で詩歌トライアスロン最優秀作（現代詩手帖 2013年9月号）。「沃野の風」で第24回歌壇賞候補作。
- 2014年：「フロスト・フラワー」で第25回歌壇賞候補作。（霜の花）
- 2015年：新鋭短歌シリーズ第23弾として第1歌集『うずく、まる』刊行。
- 2016年：「うずく、まる」批評会、加藤治郎、野村喜和夫が参加。懇親会でカニエ・ナハが朗読。詩と短歌の作品集『水の器』刊行。

## 著作

### 詩歌集
- うずく、まる（新鋭短歌シリーズ第23弾、書肆侃侃房、2015年）ISBN 978-4863851863[6]
- 詩と短歌の作品集『水の器』、カニエ・ナハ　装幀、2016年

### 詩誌・歌誌
- 「うずく、まる」　現代詩手帖　2013年9月号 ISSN 1342-5544[7]
- 「沃野の風」　歌壇2013年2月号　30首掲載、p78-79

- 「フロスト・フラワー」　歌壇2014年2月号　10首掲載、p51
- 「うずく、まる」　詩歌トライアスロン（当時の筆名　夏嶋真子）　2014年1月[8]
- 「雪月花」　詩歌トライアスロン　中家菜津子（夏嶋真子） 2014年1月[9]
- 「匣（はこ）」 　喜和堂（野村喜和夫） Vol.3 2015年

### 短歌掲載書籍（自著以外）
- 怪談短歌入門 怖いお話、うたいましょう、東直子、佐藤弓生、石川美南、幽BOOKS、メディアファクトリー、2013 ISBN 978-4840154291[10]